# Ogano
Ogano (小鹿野町, Ogano-machi) est un bourg du district de Chichibu, situé dans la préfecture de Saitama, au Japon.

## Géographie

### Démographie
Au 1er décembre 2013, la population d'Ogano s'élevait à 12 661 habitants répartis sur une superficie de 171,45 km2.